# Liste des poètes chantés par Léo Ferré
Cette page recense les poètes et paroliers mis en musique et chantés par Léo Ferré. Le choix a été fait d'écarter les mises en musique qui n'ont pas donné lieu à un enregistrement de Ferré.
Pour des raisons de lisibilité, la chronologie d'officialisation discographique a été mise en avant sur les dates de création, incertaines et incomplètes à ce jour. 
Léo Ferré ayant parfois pris la liberté de renommer certains poèmes, les titres et incipits originaux sont donnés entre crochets quand il y a lieu.

## Léo Ferré chante...

### Cecco Angiolieri
- 1980 : Cecco [« S'i' fosse foco, ardere' il mondo »]

### Guillaume Apollinaire
Tous ces poèmes sont extraits du recueil Alcools (1913) :
- 1953 : Le Pont Mirabeau
- 1957 : La Chanson du mal-aimé[N 3]
- 1969 : Marizibill[1]
- 1971 : L'Adieu
- 1973 : Marie[N 4]
- 1984 : La Porte[1]
- 1986 : Les Cloches & La Tzigane[N 5]
- 1990 : Automne malade
- Inédits [2] : « À la fin les mensonges ne me font plus peur » (Les Fiançailles), À la Santé (extrait), Annie, Automne, L'Émigrant de Landor Road, « Mes amis m'ont enfin avoué leur mépris » (Les Fiançailles), Nuit rhénane, Le Voyageur, Zone

### Louis Aragon
Ces dix poèmes sont extraits du recueil Le Roman inachevé (1956), à l'exception de Je t'aime tant, tiré du recueil Elsa (1959), et de Blues, tiré du recueil Les Poètes (1960). Tous se trouvent assemblés dans l'album Les Chansons d'Aragon (1961) :
- L'Affiche rouge [Strophes pour se souvenir]
- Tu n'en reviendras pas [« Les ombres se mêlaient et battaient la semelle »]
- Est-ce ainsi que les hommes vivent ? [« Bierstube Magie allemande »]
- Il n'aurait fallu
- Les Fourreurs [« C'est un sale métier que de devoir sans fin »]
- Blues [Quatorzième arrondissement]
- Elsa [« L'amour qui n'est pas un mot »]
- L'Étrangère [Après l'amour]
- Je chante pour passer le temps
- Je t'aime tant [Chanson noire]
- Inédits[2] (tirés du recueil Le Fou d'Elsa, 1963) :  L'Encore, Gazel au fond de la nuit, Une fille quelque part au bord du Xénil

### Charles Baudelaire
Tous ces poèmes sont tirés des Fleurs du mal (1857), à l'exception de L'Étranger, extrait des Petits poèmes en prose (1869).

Les douze titres ci-dessous ont été publiés en 1957 dans l'album Les Fleurs du mal :
- Harmonie du soir
- Le Serpent qui danse
- Les Hiboux
- Le Léthé
- Le Revenant
- La Mort des amants
- L'Invitation au voyage
- Les Métamorphoses du vampire
- À celle qui est trop gaie
- La Vie antérieure
- La Pipe
- Brumes et pluies

Les vingt-quatre titres ci-dessous ont été publiés en 1967 dans le double-album Léo Ferré chante Baudelaire :
- Spleen
- À une Malabaraise
- Épigraphe pour un livre condamné [N 6]
- L'Étranger
- Tu mettrais l'univers [«Tu mettrais l'univers entier dans ta ruelle »]
- Le Chat [N 7]
- Le Soleil
- Le Vin de l'assassin
- L'Albatros
- À une passante
- Le Flacon
- La Servante au grand cœur [« La servante au grand cœur dont vous étiez jalouse »]
- Abel et Caïn
- La Géante
- Remords posthume
- Les Bijoux
- La Musique
- La Beauté
- Causerie
- Recueillement
- La Muse vénale
- Ciel brouillé
- Une charogne
- Le Vert Paradis [Mœsta et Errabunda] [N 8]

Les deux titres ci-dessous ont été publiés en 1986 dans le double-album On n'est pas sérieux quand on a dix-sept ans :
- Je te donne ces vers [« Je te donne ces vers afin que si mon nom »] [N 9]
- L'Examen de minuit & Dorothée [N 10]

Les dix-neuf titres ci-dessous ont été enregistrés à titre de maquettes durant l'hiver 1976-1977 et publiés en 2008 dans le disque Les Fleurs du mal (suite et fin) :
- « Une nuit que j'étais près d'une affreuse Juive »
- Sépulture
- La Cloche fêlée
- L'Héautontimorouménos
- À une mendiante rousse
- « Je n'ai pas oublié, voisine de la ville »
- L'Âme du vin
- La Fontaine de sang
- Madrigal triste
- L'Ennemi
- Le Guignon
- « Je t'adore à l'égal de la voûte nocturne »
- « Avec ses vêtements ondoyants et nacrés »
- Le Vampire
- Le Parfum
- Réversibilité
- Le Beau Navire
- L'Horloge
- Le Cygne

### Jean-Roger Caussimon
- 1950 : Monsieur William[N 11]
- 1954 : À la Seine
- 1958 : Mon Sébasto, Le Temps du tango, Les Indifférentes, Mon camarade
- 1960 : Comme à Ostende
- 1961 : Nous deux
- 1973 : Ne chantez pas la mort

En 1985 Ferré consacre un album à Caussimon, intitulé Les Loubards :
- Nuits d'absence
- Les Spécialistes
- Les Vieux Chagrins
- Avant de te connaître
- J'entends passer le temps
- Les Loubards
- Comment ça marche ?
- Metaphysic song
- Les Drapeaux merveilleux

### Lautréamont
- Inédits[2] : Les Chants de Maldoror (extraits)

### Cesare Pavese
Ces deux poèmes ont été publiés en 1969 sur un 45 tours destiné au seul marché italien. Ils ont ensuite été regroupés avec d'autres simples au sein du premier coffret CD publié par Barclay en 1990, avant de figurer comme bonus à l'édition 2013 de l'album La Solitudine :
- L'Uomo solo (L'Homme seul)
- Verrà la morte [« Verrà la morte e avrà i tuoi occhi »] (« La mort viendra et elle aura tes yeux »)

### Arthur Rimbaud
Les dix titres ci-dessous ont été publiés en 1964 dans le double-album Verlaine et Rimbaud :
- Chanson de la plus haute tour
- Les Assis
- Le Buffet
- Les Poètes de sept ans
- Les Corbeaux
- Mes petites amoureuses
- L'étoile a pleuré rose [« L'étoile a pleuré rose au cœur de tes oreilles »]
- Rêvé pour l'hiver
- Les Chercheuses de poux
- Ma bohème
- 1982 : Le Bateau ivre (album L'imaginaire)
- 1986 : « On n'est pas sérieux quand on a dix-sept ans » [Roman] (album On n'est pas sérieux quand on a dix-sept ans)
- 1990 : La Maline (album Les Vieux Copains)

Les textes composant la Saison en enfer ont été publiés en 1991 dans l'album Une saison en enfer :
- Une saison en enfer
- Mauvais sang
- Nuit de l'enfer
- Délire I : Vierge folle - L'époux infernal
- Délires II : Alchimie du verbe
- L'Impossible
- L'Éclair
- Matin
- Adieu

Les douze titres ci-dessous, enregistrés à titre de maquettes au début des années 1960 et dans les années 1980, ont été publiés en 2004 dans le double-album Maudits soient-ils !:
- Aube
- Faim
- « Le loup criait sous les feuilles »
- L'Éternité
- Voyelles
- Le Dormeur du val
- « Morts de Quatre-vingt-douze et de Quatre-vingt-treize »
- Les Mains de Jeanne-Marie
- Les Douaniers
- Les Pauvres à l’église
- Stupra II
- Le Sonnet du trou du cul [1]

### Pierre de Ronsard
- 1963 : Stances [« Quand au temple nous serons »][1] (1958)[5]

### Rutebeuf
Cette chanson est un montage de deux poèmes adaptés en langue moderne par Ferré : La complainte Rutebeuf et La griesche d'Yver (XIIIe siècle).
- 1956 : Pauvre Rutebeuf

### Paul Verlaine
Ces poèmes sont extraits des recueils Poèmes saturniens, Fêtes galantes, Romances sans paroles, Sagesse, Jadis et naguère, Amour, Parallèlement. 

Les quatorze titres ci-dessous ont été publiés en 1964 dans le double-album Verlaine et Rimbaud :
- « Écoutez la chanson bien douce »
- « Il patinait merveilleusement »
- Mon rêve familier
- Soleils couchants
- « L'espoir luit comme un brin de paille dans l'étable »
- Art poétique
- Pensionnaires
- Âme, te souvient-il ?
- Chanson d'automne
- Green
- Je vous vois encor [Birds in the night]
- « Ô triste, triste était mon âme »
- Clair de lune
- Sérénade

Les deux titres ci-dessous ont été publiés en 1986 dans le double-album On n'est pas sérieux quand on a dix-sept ans :
- Colloque sentimental
- Si tu ne mourus pas [« Si tu ne mourus pas entre mes bras »]

Les huit titres ci-dessous, enregistrés entre 1959 et 1963 à titre de maquettes, ont été publiés en 2004 dans le double-album Maudits soient-ils ! :
- « Il pleure dans mon cœur »
- Sur le balcon
- Mon fils est mort
- Marco
- « Dans l'interminable »
- Cauchemar
- Nocturne parisien
- Croquis parisien [N 14]

### François Villon
- 1980 : Frères humains
- Inédits[2] : Belle leçon aux enfants perdus, Le Lais

### Paroliers divers
- René Baer
  - 1950 : La Chanson du scaphandrier (1947)[6]
  - 1953 : La Chambre (1947)
  - 2018 : Le Carnaval de tous les jours (1944)[7]
- Luc Bérimont
  - 2006 : Soleil [Capri], Noël (1959)
- Francis Claude (en coécriture avec Léo Ferré)
  - 1950 : L'Île Saint-Louis[6] (1948), La Vie d'artiste[N 15]
  - 1961 : Regardez-les (1948)
  - 1998 : Le Métro (1948)
- Claude Delécluse et Michelle Senlis
  - 2006 : La Belle Amour (1959)
  - Inédit[2] : La Levée d'écrou
- Jamblan
  - 1947 : Léo met en musique quatre textes de Jamblan : Le marin d'eau douce, Zingare, C'est la fille du pirate Les Douze. On retrouve ces deux derniers titres, en 1951, dans le récit radiophonique De sac et de cordes.
- Jules Laforgue
  - 2018 : Le Viveur lunaire [Locutions des Pierrots, XVI] (1943)
- Georges Ribemont-Dessaignes
  - 1998 : Les Châteaux (1949)
- René Rouzaud
  - 1960 : Quand c'est fini ça recommence
- Pierre Seghers
  - 1960 : Merde à Vauban
  - 2006 : Des filles, il en pleut... (1959)
- Albert Willemetz et Madeleine Rabereau
  - 1954 : Notre-Dame de la Mouise